# Brendan Nelson
Brendan Nelson John (19 d'agost de 1958, Melbourne) llicenciat en medicina, és un polític australià, que liderà el Partit Liberal a l'oposició. Diputat de la Circumscripció de Bradfield a Nova Gal·les del Sud des del 2 de març de 1996, va ser el líder de l'oposició després de la derrota de John Howard a les eleccions federals del 24 de novembre de 2007. Després d'una votació interna del partit, va ser substituït per Malcolm Turnbull.